# Alfredo Alonso-Allende Yohn
Alfredo Alonso-Allende Yohn (Las Arenas de Guecho, 1946) es un investigador español, doctor en Ciencias Químicas y biólogo, que ha trabajado durante años en temas relacionados con la producción saludable de alimentos. 
También ha investigado y escrito sobre temas clave de antropología, entre los que destacan los numerosos trabajos y publicaciones relacionados con la amistad. Actualmente reside en Bilbao.

## Biografía y obras
Alonso-Allende Yohn fue alumno del colegio Gaztelueta. Realizó estudios en cinco universidades españolas y recibió el Premio de Investigación Juan de la Cierva Codorniú por su tesis doctoral.
Becado por el British Council, trabajó en el Departamento de Horticultura y Fruticultura de la Universidad de Brístol en la Long Ashton Experimental Station (Inglaterra) y, gracias a una beca Fullbright-Hays, fue admitido por el Departamento de Educación de los Estados Unidos en 1979 para participar en el Salzburg Seminar in American Studies organizado por la Universidad de Harvard en Salzburgo (Austria).
Ha sido profesor de universidad y ha trabajado como colaborador científico del Consejo Superior de Investigaciones Científicas en el Centro de Edafología y Biología Aplicada del Segura durante muchos años.
A continuación se relacionan algunos de sus trabajos de investigación y varios ensayos culturales de gran difusión. 

### Monografías y otros trabajos sobre ciencias experimentales
- Principios de nutrición humana de T. Geoffrey Taylor (traducido junto con el doctor C. González Buigues). Editorial Omega, Madrid, 1981.
- Bioquímica de la Resistencia. Departamento de Publicaciones, Centro de Edafología y Biología Aplicada del Segura, Murcia, 1979.
- Legislación sobre plaguicidas y residuos de plaguicidas. Departamento de Publicaciones, Centro de Edafología y Biología Aplicada del Segura, Murcia, 1978.
- Aspectos analíticos en la determinación de multiresiduos de plaguicidas organoclorados en pimiento (Capsicum annuum L.): Evoluciones durante su cultivo y la elaboración industrial del pimentón. Tesis doctoral. Centro de Edafología y Biología Aplicada del Segura, Departamento de Publicaciones, Murcia, 1977.

### Obras de moral cristiana
- Educarse y educar, Madrid, Editorial Ivat, 2022.
- Creer. La fe es razonable y necesaria para ser feliz, Madrid, Rialp, 2018.
- Amigos. Madrid, Palabra, 2014.
- La amistad del cristiano, Madrid, Rialp, 2013
- Hacer amigos, Madrid, Ediciones Internacionales Universitarias, 2010.
- ¡Cuídate, que vales mucho!, Madrid, Ediciones Internacionales Universitarias, Madrid, 2008.
- Dos gaviotas visitan Bilbao (y descubren sus secretos), Bilbao, Ediciones Beta, 2001.
- Adiskide Izaten Ikasi, Bilbao, Berekintza Inprimategia, 2000.
- Aprender a ser amigos, Madrid, Palabra, 1999.
- Ser amigos, Barcelona, Ediciones Internacionales Universitarias, 1997.